# 918 TCN
918 TCN là một năm trong lịch La Mã.